# ジョンジョー・ケニー
ジョンジョー・ケニー（Jonjoe Kenny、1997年3月15日 - ）は、イングランド・リヴァプール出身のプロサッカー選手。ヘルタ・ベルリン所属。ポジションはDF。

## 経歴

### クラブ
地元クラブのエヴァートンFCで育成された。下位クラブにレンタルに出された後、2016年5月のノリッジ・シティFC戦で途中出場しトップチームデビュー。
2021年2月1日、セルティックFCにシーズン終了までのレンタル移籍で加入。
2022年6月14日、ヘルタ・ベルリンと3年契約を締結したことが発表された。

### 代表
UEFA U-17欧州選手権2014ではPK戦までもつれた決勝のオランダ戦で最後のPKを決め優勝に貢献した。自身も大会ベストイレブンに選出された。
2017 FIFA U-20ワールドカップでは全7試合に出場し1966年大会以来となる優勝に大きく貢献した。

## タイトル
U17イングランド代表
- UEFA U-17欧州選手権: 2014

U20イングランド代表
- FIFA U-20ワールドカップ: 2017

個人
- UEFA U-17欧州選手権2014大会ベストイレブン